# ديك لان
ديك لان (بالإنجليزية: Dick Lane)‏ هو لاعب كرة قاعدة أمريكي، ولد في 28 يونيو 1927 في هايلاند بارك في الولايات المتحدة، وتوفي في 5 سبتمبر 2018.